# دهستان سبزدشت (بافق)
دهستان سبزدشت (بافق) دهستانی در بخش مرکزی شهرستان بافق واقع در استان یزد در کشور ایران است. 

## روستا های سبزدشت
به مرکزیت روستای بساب مشتمل بر 74 روستا، مزرعه و مکان به اسامی زیر:
1 - دولت آباد 2 - شیطور  3 - باجگان 4 - بساب 5 - احمدآباد 6 - برکوییه 7 - تاشکوییه 8 - تکنو 9 - جعفرآباد 10 - جعفرآباد کهنوج 11- حاجی‌آباد 12 - حسین‌آباد 13 - حکیم‌آباد 14 - ده حاجی 15 - ده سعید 16 - ده علی‌حسین 17 - دهنوییه 18 - رحمان‌آباد 19 -‌شریف‌آباد 20 - علی‌آباد بساب 21 - رسول‌آباد 22 - فیروزآباد 23 - گبروئیه 24 - کرمانی 25 - کشکوییه 26 - کمال‌آباد 27 - گرگین‌آباد 28- محمدآباد 29 - محمودآباد 30 - مزرعه گودشورو 31 - معدن تاجر 32 - معدن کوه قلعه 33 - موری‌آباد 34 - مؤمن‌آباد 35 - نصرت‌آباد 36- اکبرآباد 37 - پای‌یکه‌بند 38 - چاه صفایی 39 - ده کوچک 40 - دهنو رضویه 41 - ده‌باشی 42 - ده بالا 43 - ده تک 44 - دهک علیا 45- دهک سفلی 46 - شرکت طلوع 47 - فرح‌آباد 48 - مزرعه آخوند 49 - جلال‌آباد 50 - رحمت‌آباد 51 - جلال‌آباد 52 - حسین‌آباد 53 -‌منصوری 54 - جوزوئیه سفلی 55 - جوزوئیه علیا 56 - دشستان 57 - ترشی شوئیه 58 - چناروئیه 59 - خوسف 60 - سنباتوئیه 61 -‌ درزردآلو 62 - ده ملک 63 - خرموتوئیه 64 - موزوئیه 65 - کبوئیه 66 - همت‌آباد 67 - بشکان 68 - مظفرآباد 69 - بنز شکوئیه 70 -‌لطف‌آباد 71 - ده زینل 72 - ده امیرابراهیم 73 - بید بشکون 74 - جهادآباد